# León Galindo de Vera
León Galindo de Vera (Barcelona, 1819-Madrid, 1889) fue un jurista, político, historiador y escritor español, miembro de la Real Academia Española y diputado a Cortes.

## Biografía
Nacido en Barcelona el 28 o 29 de septiembre de 1819, estudió la carrera de Derecho en la Universidad de dicha ciudad. Más tarde trabajó en los juzgados de Granollers y Lucena y, posteriormente, un cargo por oposición en el Ministerio de Gracia y Justicia. Fue amigo de Antonio Aparisi Guijarro. Colaboró en publicaciones como El Pensamiento de Valencia, La Regeneración, El Museo Universal, El Fénix, Enciclopedia Española de Derecho y Administración,  La Mujer Cristiana,  La Unión y La Ilustración Católica. Cecilio Alonso le describió como «un cronista anodino». En 1863 fue diputado a Cortes por Morella.
Defensor de la Iglesia católica, tras la Revolución de Septiembre formó parte de la Asociación de Católicos presidida por el marqués de Viluma y se adhirió al carlismo, aunque, según Vicente de la Hoz, renunció a presentar su candidatura a diputado en las elecciones de 1871 cuando las Juntas católico-monárquicas le exigieron hacer una declaración pública de lealtad a Don Carlos. A pesar de ello, en 1875 se declaró carlista cuando Cánovas del Castillo dio el decreto de destierro y embargo contra los carlistas, por lo que tuvo que abandonar su bufete de Madrid. Según Melchor Ferrer, durante la tercera guerra carlista un hijo suyo había combatido en el ejército carlista del Norte. Terminada la guerra se dedicó fundamentalmente a trabajos jurídicos y académicos. Estuvo entre los fundadores de la Unión Católica. Fue miembro de la Real Academia Española —sucedido por Benito Pérez Galdós en la silla N—.
Fue autor de obras como Los progresos y vicisitudes del idioma castellano en nuetros códigos, desde que se romanceó el fuero juzgo hasta la sanción del Código penal que rige en España; Colección completa de leyes, reales decretos, reales órdenes, circulares y resoluciones referentes a la toma de razón de la propiedad inmueble y derechos reales en España desde 1839 hasta 1873, junto a Rafael de la Escosura y Escosura; Los comentarios a la ley hipotecaria, de nuevo con Escosura; El papa y Napoleón, folleto escrito junto a Antonio Aparisi y Guijarro; Los tres Orleans; Biografía de D. Antonio Aparisi y Guijarro o la memoria premiada por la Academia de la Historia titulada Historia, vicisitudes y política tradicional de España respecto de sus posesiones en la costa de África desde la monarquía gótica y en los tiempos posteriores a la restauración hasta el último siglo, entre otras. Falleció en Madrid el 12 de abril de 1889.